# 全日本ガイジン選手権
『全日本ガイジン選手権』（ぜんにっぽんガイジンせんしゅけん）は、1991年10月から1992年3月までフジテレビの深夜番組放送枠『JOCX-TV2』で放送されたバラエティ番組である。放送時間は毎週火曜 1:10 - 1:40（月曜深夜、JST）。

## 概要
在日外国人たちが一芸を披露した深夜番組である。司会は福井謙二（当時フジテレビアナウンサー）とルビー・モレノが、審査員は高田文夫と稲川素子が務めた。
『プロ野球ニュース』をはじめ、スポーツ中継への出演が多かった福井は、この番組で本格的にバラエティに進出した。また、ルビーは番組冒頭の自己紹介で笑いを取る出オチ要員的な役割も担っていた。
グランドチャンピオンはクリス・チャベスが獲得した。
司会の福井、審査員の高田、番組の一部スタッフは当番組終了後の後番組『たまにはキンゴロー』にも携わった。

## スタッフ
- 技術協力：八峯テレビ、彩光
- 美術協力：フジアール
- 制作協力：日本テレワーク
- 制作著作：フジテレビ